# 巴甫利夫卡 (苏梅区)
巴甫利夫卡（烏克蘭語：Павлівка）是位於烏克蘭東北部的村莊，由蘇梅州蘇梅區的比洛皮利亞市鎮負責管轄。該村處於巴甫利夫卡河畔，距離馬基伊夫卡1公里，海拔高度167米，2023年人口360。